# Assicurazione sociale per la vecchiaia
L'assicurazione sociale per la vecchiaia per la tutela del rischio di longevità consiste nell'erogazione di una pensione di vecchiaia da parte di un ente previdenziale secondo quanto stabilito dal rapporto giuridico fissato da una legge speciale (come previsto dall'art. 1886 C.C., e quindi completamente estraneo al diritto di cui al capo XX del C.C. dell'assicurazione), tra un ente previdenziale e l'iscritto a tale ente al conseguimento dei requisiti di legge di età per il pensionamento di vecchiaia, anzianità contributiva.
L'entità della pensione di vecchiaia viene determinata secondo il metodo di calcolo previsto dallo schema pensionistico con formula delle rendite predefinita vigente.

## Applicazione
I soggetti del rapporto giuridico sono da un lato l'ente previdenziale che fornisce l'assicurazione sociale per la vecchiaia ai soggetti individuati dalla legge speciale che possono essere i lavoratori dipendenti, autonomi o liberi professionisti o altro.
La finalità di fornire questa tutela sociale deriva dall'art. 38 della Costituzione.
La legge speciale stabilisce, per il periodo in cui l'iscritto è un lavoratore attivo, gli obblighi di versamento dei contributi previdenziali.
Al conseguimento dei requisiti quali età per il pensionamento di vecchiaia, anzianità contributiva, l'ente previdenziale ha l'obbligo di erogare una pensione secondo quanto stabilito dalla legge speciale.
Se la pensione è determinata con il metodo di calcolo retributivo o con il metodo di calcolo contributivo a capitalizzazione simulata sulla crescita, si dice che la prestazione previdenziale è defined benefit o a beneficio pensionistico predefinito e il finanziamento è con il sistema a ripartizione detto anche pay-as-you-go.